# Neilo bisculpta
Neilo bisculpta is een tweekleppigensoort uit de familie van de Malletiidae. De wetenschappelijke naam van de soort is voor het eerst geldig gepubliceerd in 1991 door Xu.